# Orages d'été
Pour les articles homonymes, voir Orage (homonymie).
Orages d'été est un feuilleton télévisé français en huit épisodes de 90 minutes, réalisé par Jean Sagols sur un scénario de Jean-Pierre Jaubert, Catherine Lefrançois et Gilles Tourman et diffusé en 1989 sur TF1.

## Synopsis
Emma Lambert, clown dans un cirque itinérant, décide de mettre un terme à sa vie de nomade, en retournant dans la maison de sa famille, « la Commanderie ».
Elle y retrouve là-bas son fils Maxime, sous l'emprise de l'alcool, désespéré après son divorce, Martine, sa fille, infirmière mariée à Serge, un homme découragé par le chômage et étouffant dans un appartement de banlieue et Marina, la cadette, qui ne rêve que de gloire et de succès dans la danse.
Bref, une famille désorganisée dans laquelle Emma souhaite, par son retour, remettre de l'ordre. Mais c'est en ignorant que son retour suscite les rancœurs du passé de Marthe, une infirme et que son ex mari, qu'elle croyait mort, rôde autour du domaine familial de  « la Commanderie ».

## Distribution
- Annie Girardot : Emma Lambert
- Marc Duret : Maxime Lambert
- Élisa Servier : Martine Lemercier
- Alexandra Gonin : Marina Lambert
- Gérard Klein : Serge Lemercier
- Claire Nebout : Christine Esnault
- Dominique Paturel : André Roussel
- Alain Doutey : Camille
- Jacques Serres : Le maire Bultel
- Jean Vigny : Le clown Trapèze
- Roger Pierre : Fernand Parelli/Eddy Lambert
- Patachou : Marthe
- Caroline Berg : Marianne Esnault
- Michel Ruhl : David Esnault
- Pierre Brice : Bernard
- Isabelle Ganz : Marie Jo
- Tristan Calvez : Denis
- Guy Chapellier : Didier Morin
- Hélène Manesse : Geneviève Morin

## Autour du film
Jean Sagols renoue ici avec la saga paysanne inaugurée l'année précédente avec Le Vent des moissons. Annie Girardot y est époustouflante et une pléiade d'acteurs se fait un nom grâce à ce feuilleton comme Gérard Klein qui deviendra L'Instit.
Jamais rediffusée sur une chaîne hertzienne depuis 1998, une édition DVD a eu lieu en 2009.
Le succès retentissant de cette saga engendrera une suite l'année suivante : Orages d'été, avis de tempête.
Orages d'été est historiquement la deuxième saga estivale de la télévision française après Le Vent des moissons.
Lieu de tournage de cette série hors norme, le site de la ferme « La Commanderie » est situé entre Maule et Jumeauville dans les Yvelines au lieu-dit : Ferme de Palmort. Les scènes du marché, de la mairie et de la maison de Marthe ont été tournées à Maule (Yvelines). Les scènes du lavoir Saint-Pierre et du cimetière ont été tournées à Jumeauville (Yvelines). La fondation Esnaut se situe à Goussonville (Yvelines).